# Dieu et mon droit

Dieu et mon droit na herbie Wielkiej Brytanii

Dieu et mon droit (z fr. „Bóg i moje prawo”) – dewiza herbowa monarchii brytyjskiej od czasów króla Henryka V (1413–1422). Wywodzi się od zawołania Ryszarda Lwie Serce (1189–1199) podczas bitwy z Francuzami pod Gisors w 1198 r. i nadal  widnieje na herbie Wielkiej Brytanii.
Pierwotnie pisana była Dieut et mon droict, ze średniowiecznej francuszczyzny, później litery „t” w wyrazie Dieut i  „c” w droict zanikły,  zgodnie ze współczesną francuską ortografią. 